# Coraloide

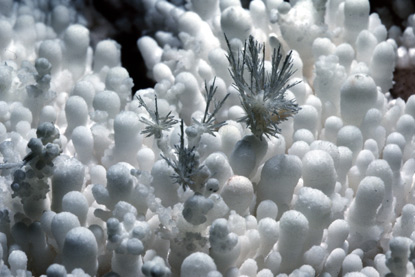
Popcorn y, sobre él, frostwork.

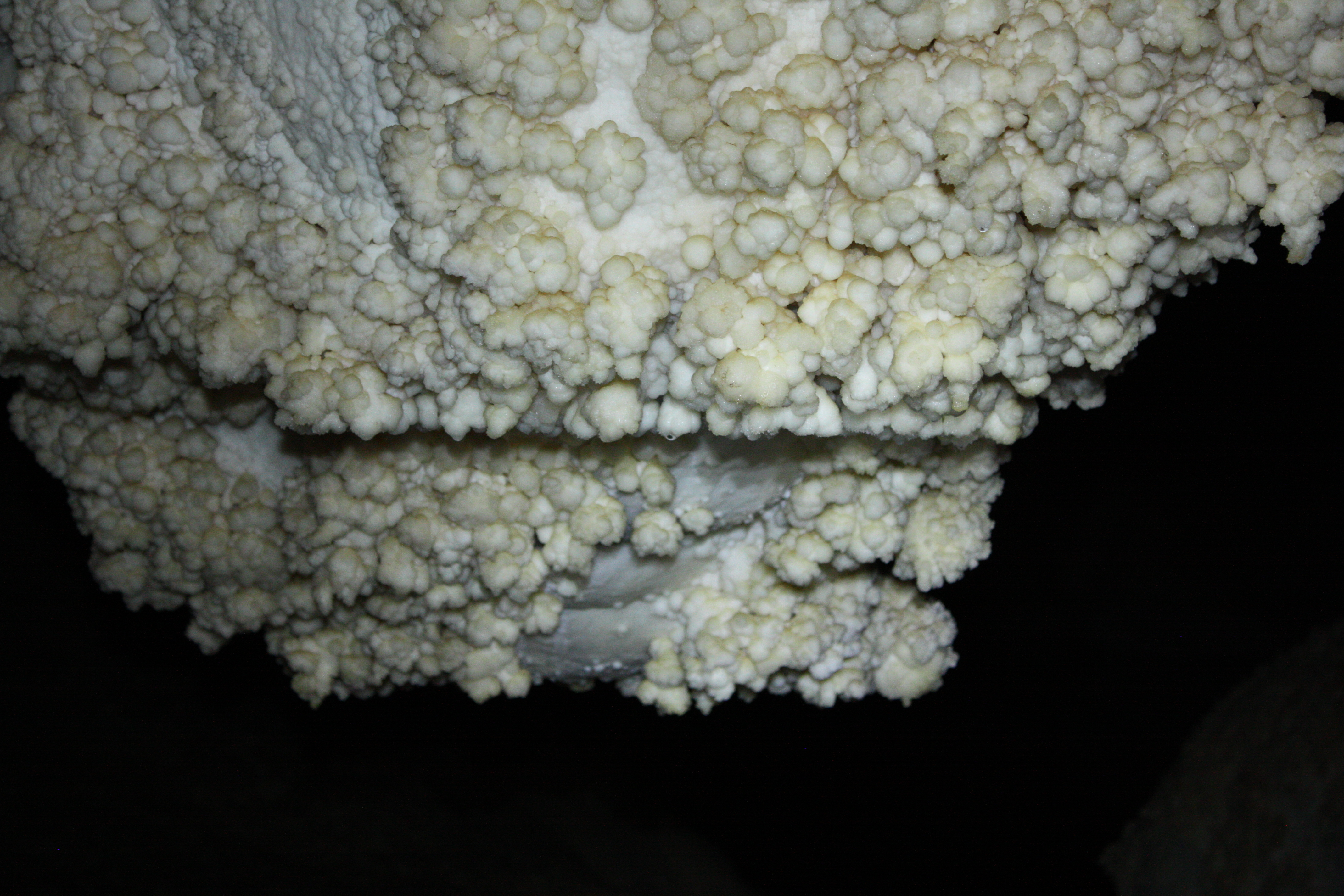
Bandejas de popcorn.

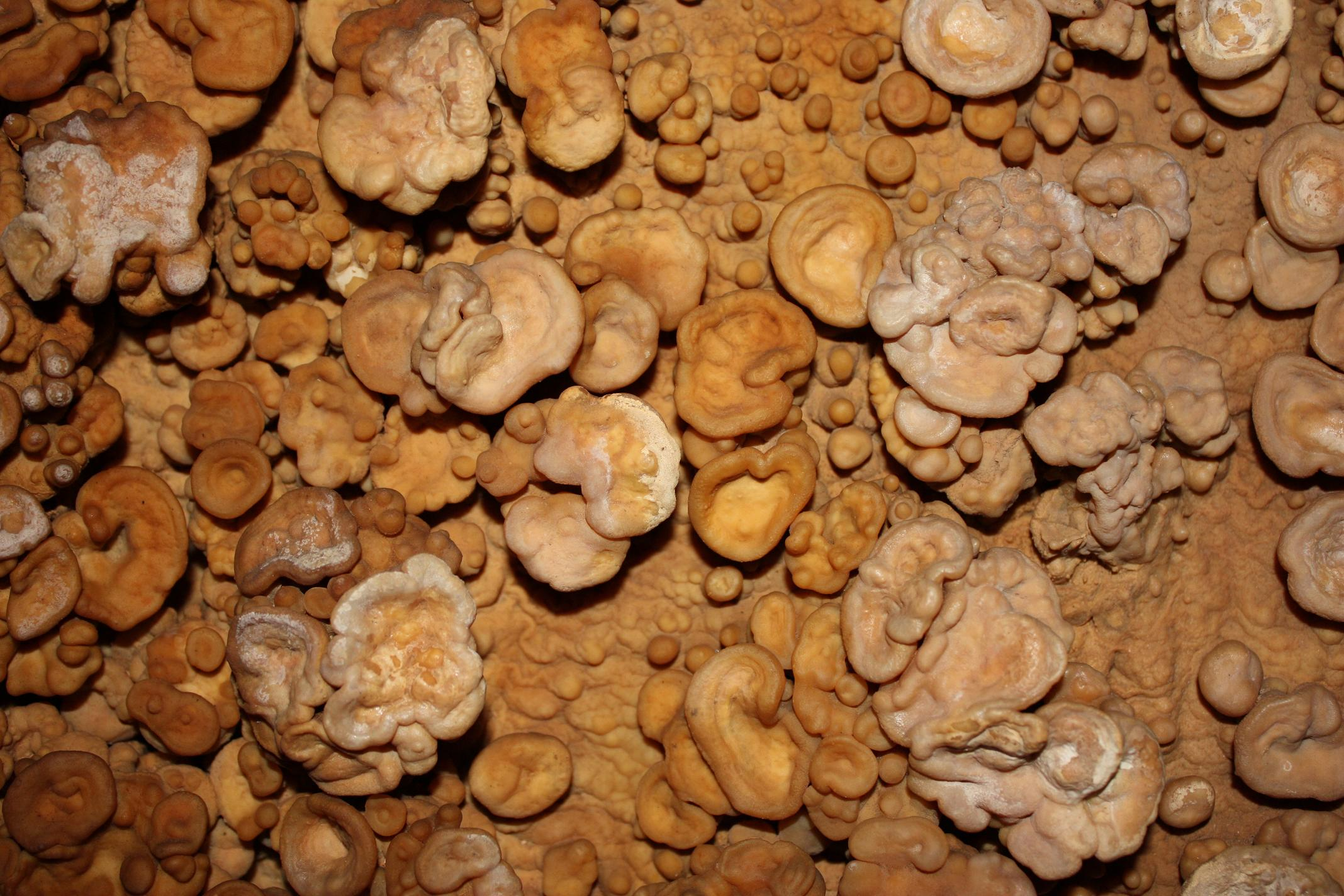
Botones de popcorn.

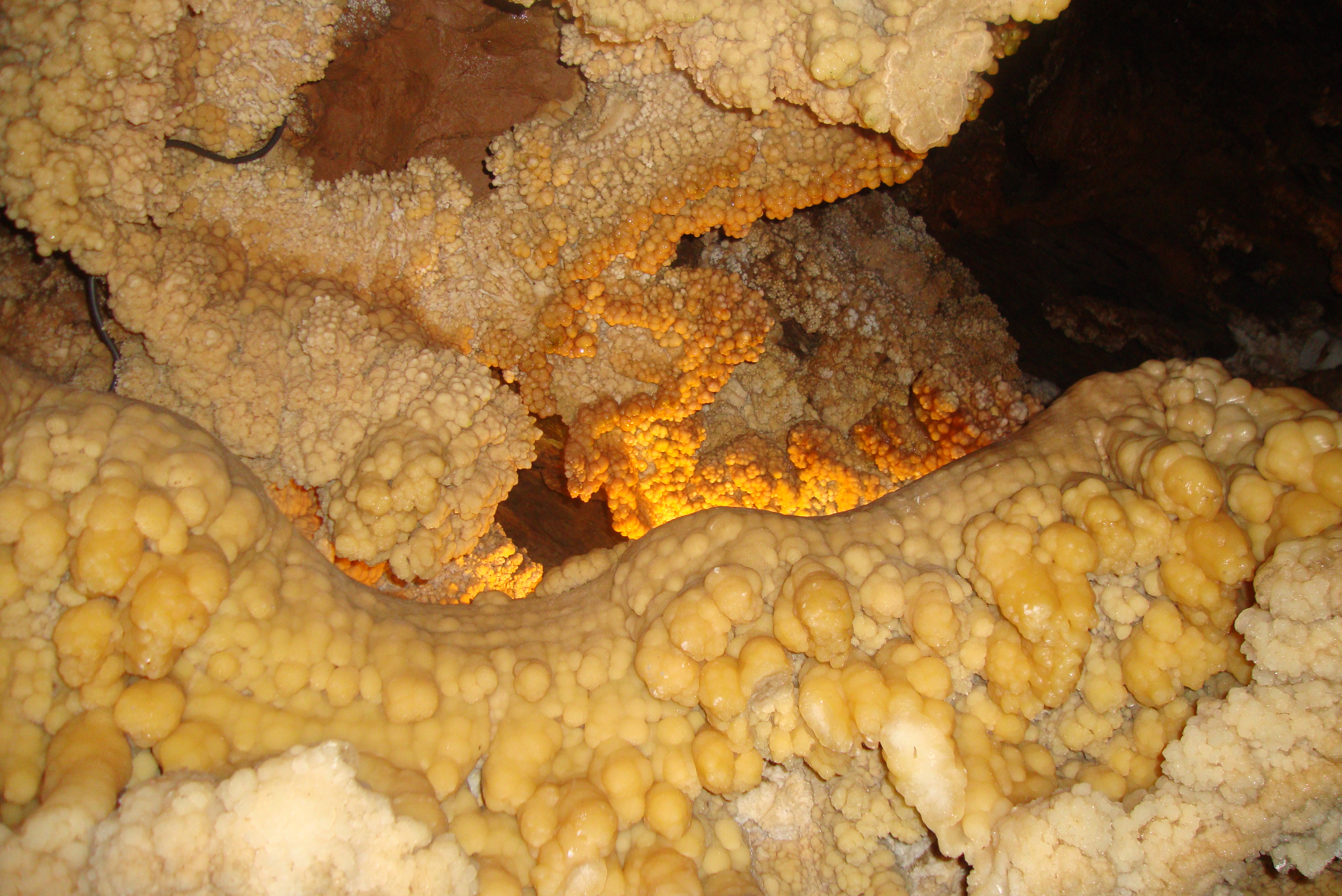
Cueva Alisadr, Hamedan, Irán.

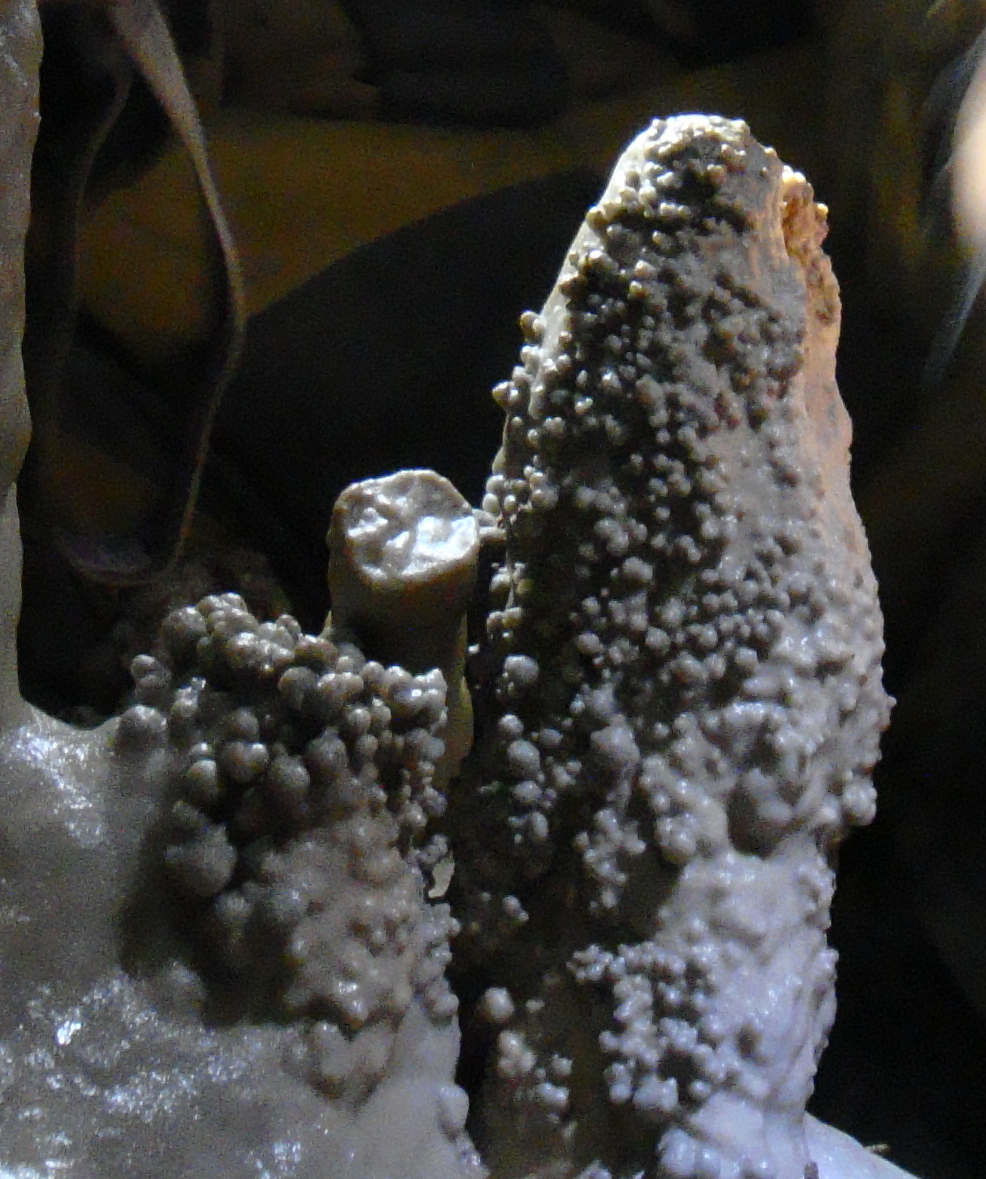
Coraloides sobre estalagmitas en una cueva de Asturias (España).

Los coraloides, palomitas de maíz, popcorn (por su nombre en inglés, cave popcorn), corales o coliflores son pequeños nodos de calcita, aragonito o yeso que se forman en las superficies de las cuevas, en especial las de piedra caliza. Se trata de un tipo común de espeleotemas.

## Apariencia
Los nódulos individuales de los coraloides se encuentran en un rango de entre 5 y 20 mm y pueden estar junto a otros espeleotemas de aragonito, especialmente espeleotemas aciculares de aragonito, o antoditas. Los nódulos tienden a crecer en racimos en el lecho de roca o los lados de otros espeleotemas. Estos grupos pueden terminar de repente, ya sea en una dirección hacia arriba o hacia abajo formando una capa estratigráfica. Cuando se terminan en una dirección hacia abajo, que pueden aparecer como formaciones de fondo plano conocidas bandejas.
Los nodos individuales de palomitas de maíz pueden asumir una variedad de formas desde redonda a oreja aplanada o botón.
El color de las palomitas es generalmente de color blanco, pero otros colores son posibles dependiendo de la composición.

## Formación
Los coraloides se pueden formar por precipitación. El agua se filtra a través de las paredes de piedra caliza o salpica sobre ellas y deja depósitos cuando la pérdida de CO2 hace que los minerales disueltos precipiten. Cuando se forma de esta manera los nódulos resultantes tienen apariencia de pequeñas bolas de colada.
Los coraloides también puede formarse por evaporación en cuyo caso son calcáreos y blancos con apariencia similar a las palomitas de máiz comestibles. En las condiciones adecuadas, los coraloides de evaporación pueden crecer en el lado de barlovento de la superficie a la que se adjuntan o aparecen en los bordes de las superficies de proyección.
Un tipo especial de coraloide es el que se forma por salpicaduras por el goteo de una estalactita en ciertas condiciones de evaporación y forma las conocidas como uñas.